# Averlosche Leide
De Averlosche Leide is een waterloop in de voormalige Sallandse marke Averlo in de Nederlandse gemeente Deventer, dicht bij de grenzen met Raalte en Olst-Wijhe. De gegraven beek is 5,2 km lang en loopt van het Overijssels Kanaal in het oosten naar de Soestwetering in het westen. Het stroomgebied is 520 hectare groot. De waterloop is in beheer bij het waterschap Groot Salland.

## Functie
De Breebroeksleiding was ooit de bovenloop van de Averlosche Leide, maar door de aanleg van het Overijssels Kanaal in de jaren vijftig van de negentiende eeuw werd de verbinding verbroken. De waterloop heeft als belangrijkste functie het afvoeren van oppervlaktewater uit het stroomgebied naar de Soestwetering. Ook is het mogelijk water uit het Overijssels Kanaal in te laten. De waterstand kan op deze wijze ten behoeve van de agrarische sector worden gereguleerd.

## Reconstructie
In 2012 werd door het waterschap een reconstructieproject uitgevoerd met als doel waterbergingscapaciteit langs de waterloop te creëren door retentiegebieden aan te leggen. Tegelijk vond versterking van de aanwezige natuurwaarden plaats. De leide werd waar mogelijk breder en ondieper gemaakt terwijl een van beide oevers natuurvriendelijk flauw aflopend talud kreeg dat een meer gevarieerde water- en oeverbegroeiing mogelijk maakt. De bestaande klepstuwen worden vervangen door visvriendelijke constructies waaronder twee bekkenvistrappen. Naast de Averlosche Leide werd op zes plaatsen de teeltlaag van de onderliggende zandgrond verwijderd waardoor vochtige voedselarme waterbergingsgebieden ontstonden met een totaal oppervlak van acht hectare.
Er kwam een amfibieënpoel die, met het oog op de bescherming van de in het gebied voorkomende zeldzame kamsalamander, ook bij hoogwater niet met water uit de leide gevoed wordt zodat hij visvrij blijft.